# زونیا فوس
زونیا فوس (انگلیسی: Sonja Fuss؛ زادهٔ ۵ نوامبر ۱۹۷۸) یک بازیکن فوتبال اهل آلمان است.
از باشگاه‌هایی که در آن بازی کرده‌است می‌توان به اف.اف.سی توربین پوتسدام و اف سی آر ۲۰۰۱ دویسبورگ اشاره کرد.
وی همچنین در تیم ملی فوتبال زنان آلمان بازی کرده‌است.